# Аґа (Ніїґата)

37°41′ пн. ш. 139°28′ сх. д. / 37.683° пн. ш. 139.467° сх. д.
А́ґа (яп. 阿賀町, あがまち, МФА: [aga mat͡ɕi̥]) — містечко в Японії, в повіті Хіґасі-Камбара префектури Ніїґата. Станом на 1 квітня 2009 площа містечка становила 952,88 км². Станом на 1 червня 2011 населення містечка становило 13 085 осіб.